# Горбась Микола Пилипович
Микола Пилипович Горбась (18 грудня 1907 (або 18 грудня 1908), місто Ставрополь, тепер Російська Федерація — ?) — український радянський діяч, міністр будівництва УРСР, заступник голови Держплану та Ради народного господарства Української РСР. Кандидат у члени ЦК КПУ в 1960—1961 роках. Депутат Верховної Ради УРСР 5-го скликання.

## Біографія
З грудня 1929 року служив у Червоній армії.
Освіта вища. Член ВКП(б) з 1936 року.
З 1939 року — у Червоній армії на керівних інженерно-будівельних посадах у Головному військово-будівельному управлінні, учасник німецько-радянської та радянсько-японської воєн.
У 1949—1953 роках — начальник Головсхідбуду та заступник міністра військового і морського будівництва СРСР. Брав участь у будівництві підприємств на Далекому Сході, в Красноярську, Новосибірську, Кемерові, Рубцовську та інших містах.
У 1953—1956 роках — начальник Головпостачу, член колегії і заступник міністра будівництва СРСР.
6 серпня 1956 — 2 серпня 1958 року — міністр будівництва Української РСР.
2 серпня 1958 — жовтень 1960 року — заступник голови Держплану Ради Міністрів УРСР — міністр Української РСР.
У жовтні 1960 — 14 квітня 1961 року — заступник голови Ради народного господарства Української РСР — міністр Української РСР. З 14 квітня до грудня 1961 року — заступник голови Ради народного господарства Української РСР (Укрраднаргоспу). Звільнений з посади «в зв'язку з переходом на іншу роботу».
У 1966 — початку 1970-х років — заступник міністра сільського будівництва СРСР.

## Звання
- інженер-полковник

## Нагороди
- орден Трудового Червоного Прапора (29.01.1958)
- орден Червоної Зірки (3.11.1953)
- ордени
- медаль «За бойові заслуги» (20.06.1949)
- медаль «За оборону Москви»
- медаль «За перемогу над Німеччиною у Великій Вітчизняній війні 1941—1945 рр.»
- медаль «За перемогу над Японією»
- медалі